# Роберт Санчез
Роберт Линч Санчез (рођен 18. новембра 1997.) је шпански професионални фудбалер који игра на позицији голмана у клубу Челси који се такмичи у енглеској Премијер Лиги. Такође брани и за репрезентацију Шпаније.

## Клупска каријера

### Рани живот и каријера
Санчез је рођен у Картагини, у региону Мурсија. Рођен је од оца Јамајчана-Енглеза и мајке Шпањолке. Своју рану каријеру је провео играјући локално за Есцуела де Футбол де Санта Ана, ФК Картагина и Сиудад Јардин пре него што се придружио Левантеу 2010.

### Брајтон и Хоув Албион
Санчез се са 15 година преселио у Енглеску да би потписао за Брајтонон & Хоув Албион, а са клубом је потписао нови трогодишњи уговор у априлу 2018.

#### Позајмице
У јуну 2018. Санчез је прешао на позајмицу у Форест Грин Роверс за сезону 2018–19. Дебитовао је у првој утакмици сезоне у гостима у Гримсбију где су Роверси победили са 4-1. Где је играо све док  Санчеза је матични клуб Брајтон није опозвао назад у јануару 2019. да обезбеди покриће пошто је Метју Рајан из Албиона позван за Аустралију за Куп Азије . За Форест Грин је те сезоне одиграо 17 наступа, а сви су били у лиги.
24. јула 2019 га је клуб опет послао на позајмицу, Санчез се придружио Рочдејлу на позајмици за сезону 2019/20 . За клуб је дебитовао у победи од 3-2 у гостима над Транмер Роверсом .

#### Повратак у Брајтон
1. новембра 2020. Санчез је дебитовао у Брајтону, у поразу од 2:1 у мечу Премијер лиге против Тотенхем Хотспура . Санчез је 23. фебруара 2021. је поново продужио уговор на четири и по године са Брајтоном, који траје до јуна 2025.
Санчез је искључен у домаћем ремију 1–1 против Њукасл јунајтеда 6. новембра, у једанаестом мечу Брајтона у сезони 2021–22, због фаулирања Калума Вилсона који је био у прилици да постигне гол. Сачувао је мрежу у победи од 4:0 над Манчестер јунајтедом 7. маја 2022. године, и тако помажући Брајтону да оствари своју рекордну победу на врху, уз асистенцију за гол Паскала Гроса .
У другој половини сезоне 2022–23, Санчез је изгубио место број један од дугогодишњег резервног голмана Џејсона Стила, а главни тренер Брајтона Роберто Де Зерби је рекао да је „тужан због Роберта“ и да има „један од најбољи односи“ са играчем. Изабран је да игра уместо Стила 19. марта, задржавши чист гол у четвртфиналној победи ФА купа од 5:0 над Гримсбијем из друге лиге на Фалмер стадиону. 15. априла, са повређеним Стилом, Санчез је играо против Челсија у победи у гостима 2-1. Осам дана касније задржао је своје место, задржавши чист гол против Манчестер јунајтеда у 120 минута игре у полуфиналу ФА купа на Вемблију, али није успео да одбрани пенал у коначном поразу у распуцавању.

### Челзи
Дана 3. августа 2023. објављено је да је Брајтон договорио накнаду за трансфер, са другим клубом из Премијер лиге Челсијем, у вредности од почетних 20 фунти милиона, плус 5 фунти милиона у бонусима, за Санчеза. Трансфер је завршен 5. августа, а играч је потписао седмогодишњи уговор. Челси је 8. августа потврдио да ће носити упражњени дрес са бројем 31 за предстојећу сезону 2023–24 . 13. августа је дебитовао за клуб у ремију 1:1 против Ливерпула у Премијер лиги. Након одласка Кепе Арризабалага у Реал Мадрид, 17. августа, Санчез је одлучио да промени број дреса на број 1.
Карен Бардсли га је у октобру 2023. описала као можда „најпаметније појачање Челсија“ због „позитивног ефекта који је имао на тим који је у прелазном периоду“.

## Међународна каријера
Санчез је рођен у Шпанији од оца Енглеза и мајке Шпањолке. Санчез је добио први позив у репрезентацију Шпаније у марту 2021. године, за квалификационе мечеве за Светско првенство 2022. против Грчке, Грузије и ткзв. Косова .
Изабран је у репрезентацију Шпаније за одложено Европско првенство у фудбалу 2020. у мају 2021. Санчез и Давид де Хеа су остали као заменици Унаи Симона и нису се појавили пошто је Шпанија испала на пенале против Италије у полуфиналу на стадиону Вембли 6. јула.
Дебитовао је на међународној сцени 5. септембра 2021, заменивши Симона у другој половини квалификационе утакмице за Светско првенство у победи од 4:0 над Грузијом у Бадахосу .
Санчез је био део тима Шпаније за финале УЕФА Лиге нација 2021. у октобру. Остао је као резерва и није наступио ни у једној од победа у полуфиналу над Италијом или коначном поразу од Француске, пошто је Шпанија завршила као другопласирана.
Санчез је 11. новембра 2022. именован у шпански тим од 26 играча за Светско првенство у фудбалу 2022 .

## Стил игре
Санчез је изјавио да се угледа на шпанске голмане Икера Касиљаса и Давида де Хеу .

### Клуб
| Club                           | Season       | League         | League | League | FA Cup | FA Cup | EFL Cup | EFL Cup | Other | Other | Total | Total |
| Club                           | Season       | Division       | Apps   | Goals  | Apps   | Goals  | Apps    | Goals   | Apps  | Goals | Apps  | Goals |
| ------------------------------ | ------------ | -------------- | ------ | ------ | ------ | ------ | ------- | ------- | ----- | ----- | ----- | ----- |
| Brighton &amp; Hove Albion U21 | 2016–17      | —              | —      | —      | —      | —      | —       | —       | 3f    | 0     | 3     | 0     |
| Brighton &amp; Hove Albion U21 | 2017–18      | —              | —      | —      | —      | —      | —       | —       | 2     | 0     | 2     | 0     |
| Brighton &amp; Hove Albion U21 | Total        | Total          | —      | —      | —      | —      | —       | —       | 5     | 0     | 5     | 0     |
| Brighton & Hove Albion         | 2018–19      | Premier League | 0      | 0      | 0      | 0      | —       | —       | —     | —     | 0     | 0     |
| Brighton & Hove Albion         | 2019–20      | Premier League | 0      | 0      | —      | —      | —       | —       | —     | —     | 0     | 0     |
| Brighton & Hove Albion         | 2020–21      | Premier League | 27     | 0      | 0      | 0      | 0       | 0       | —     | —     | 27    | 0     |
| Brighton & Hove Albion         | 2021–22      | Premier League | 37     | 0      | 1      | 0      | 0       | 0       | —     | —     | 38    | 0     |
| Brighton & Hove Albion         | 2022–23      | Premier League | 23     | 0      | 2      | 0      | 0       | 0       | —     | —     | 25    | 0     |
| Brighton & Hove Albion         | Total        | Total          | 87     | 0      | 3      | 0      | 0       | 0       | 0     | 0     | 90    | 0     |
| Forest Green Rovers (loan)     | 2018–19      | League Two     | 17     | 0      | 0      | 0      | 0       | 0       | 0     | 0     | 17    | 0     |
| Rochdale (loan)                | 2019–20      | League One     | 26     | 0      | 6      | 0      | 3       | 0       | 0     | 0     | 35    | 0     |
| Chelsea                        | 2023–24      | Premier League | 16     | 0      | 0      | 0      | 3       | 0       | —     | —     | 19    | 0     |
| Career total                   | Career total | Career total   | 146    | 0      | 9      | 0      | 6       | 0       | 5     | 0     | 166   | 0     |

## Успеси
Челси
- УЕФА Лига конференције: 2024/25.[45]
- Светско клупско првенство: 2025.[46]

Шпанија
- УЕФА Лига нација:   2020/21.[35]

Индивидуално
- Одбрана месеца у Премијер лиги: септембар 2023,[47] октобар 2024.[48]